# Fuck Me I'm Famous
Fuck Me I'm Famous (někdy též z důvodu cenzury označováno jako F*** Me I'm Famous, zkráceně FMIF) je série kompilací elektronické taneční hudby od francouzského DJ a producenta Davida Guetty. Alba distribuuje Universal Music Group v exkluzivní licenci od londýnského vydavatelství taneční hudby Ministry of Sound.

## Fuck Me I'm Famous(2003)
1. „Just for One Day (Heroes)“ (David Guetta vs. Bowie)
2. „Shout“ (E-Funk featuring Donica Thornton)
3. „Shake It“ (Lee Cabrera)
4. „Fuckin' Track“ (Da Fresh)
5. „Satisfaction“ (Benny Benassi)
6. „Distortion“ (David Guetta)
7. „Dancing in the Dark“ (4 Tune 500)
8. „Hard Beats“ (Martin Solveig)
9. „Sunshine“ (Tomasz vs. Filterheadz)
10. „Sometimes“ (Deux)
11. „If You Give Me Love“ (Crydajam)
12. „Ghetto Blaster“ (Twin Pitch)
13. „Who Needs Sleep Tonight“ (Bob Sinclar)
14. „Bye Bye Superman“ (Geyster)
15. „Bucci Bag“ (Andrea Doria)

## Fuck Me I'm Famous Vol. 2(2005)
1. „Lift Your Leg Up“ (Zookey)
2. „Freek U“ (Bon Garçon)
3. „Most Precious Love“ (Blaze featuring Barbara Tucker)
4. „Everybody“ (Martin Solveig)
5. „Pump Up the Jam“ (D.O.N.S. featuring Technotronic)
6. „Geht's Noch“ (Roman Flugel)
7. „Not So Dirty“ (Who's Who)
8. „The World Is Mine“ (David Guetta featuring JD Davis)
9. „Shot You Down“ (Audio Bullys featuring Nancy Sinatra)
10. „I Like the Way (You Move)“ (BodyRockers)
11. „Say Hello“ (Deep Dish)
12. „In Love with Myself“ (David Guetta featuring JD Davis)
13. „Miss Me Blind“ (Culture Club)
14. „Rock the Choice“ (Joachim Garraud)
15. „Manga“ (H Man)
16. „Louder Than a Bomb“ (Tiga)
17. „The Drill“ (The Drill)
18. „Infatuation“ (Jan Francisco a Joseph Armani)

## Fuck Me I'm Famous - Ibiza Mix 06(2006)
1. „Walking Away“ (The Egg)
2. „Love Don't Let Me Go“ (David Guetta)
3. „No More Conversation“ (Freeform Five)
4. „Same Man“ (Till West a DJ Delicious)
5. „Something Better“ (Martin Solveig)
6. „Love Sensation“ (Eddie Thoenick a Kurd Maverick)
7. „World, Hold On (Children of the Sky)“ (Bob Sinclar)
8. „In My Arms“ (Mylo)
9. „Get It On (Summer Love)“ (Joe Vannelli featuring Rochelle Flemming)
10. „5 in the Morning“ (Richard F.)
11. „The Rub (Never Rock)“ (Kurd Maverick)
12. „Dance I Said“ (Erick Morillo a P. Diddy)
13. „Toop Toop“ (Cassius)
14. „Fuck Swedish“ (Logic)
15. „Teasing Mr. Charlie“ (Steve Angello)
16. „Time“ (David Guetta)

## Fuck Me I'm Famous - Ibiza Mix 08(2008)
1. „Keep On Rising“ (Ian Carey featuring Michelle Shellers)
2. „No Stress“ (Laurent Wolf featuring Eric Carter)
3. „Tomorrow Can Wait“ (David Guetta vs. Tocadisco)
4. „Sucker“ (Dim Chris)
5. „Toys Are Nuts“ (Gregor Salto a Chuckie)
6. „Move Move“ (Robbie Rivera)
7. „Outro Lugar“ (Prok a Fitch)
8. „Delirious“ (David Guetta featuring Tara McDona)
9. „Apocalypse“ (Arno Cost a Norman Doray)
10. „Toca's Miracle“ (Fragma)
11. „So Strong“ (Meck featuring Dino)
12. „Pjanoo“ (Eric Prydz)
13. „Runaway“ (Tom Novy featuring Abigail Bailey)
14. „Man with the Red Face“ (Mark Knight a Funkagenda)
15. „Pears“ (Federico Franchi)
16. „The Rock“ (Joachim Garraud)
17. „Jack Is Back“ (David Guetta)

## Fuck Me I'm Famous - Ibiza Mix 2009(2009)
1. When Love Takes Over (Electro Extended) - David Guetta feat. Kelly Rowland
2. Believe (Remix 2009) - Ministers de la Funk VS. Antoine Clamaran & Sandy Vee feat. Jocelyn Brown
3. Boom Boom Pow (David Guetta Electro-Hop Remix) - Black Eyed Peas
4. Leave The World Behind - Axwell / Sebastian Ingrosso / Steve Angello / Laidback Luke feat. Deborah Cox
5. Riverside (Original Mix) - Sidney Samson
6. Day 'N' Nite (Bingo Players Remix) - Kid Cudi VS. Crookers
7. Thief - Afrojack
8. Let The Bass Kick (Original Mix) - Chuckie
9. My God - Laidback Luke
10. Rockerfeller Skank (Original Mix) - Fatboy Slim vs Koen Groeneveld
11. Amplifier (Original Club Mix) - Fedde Le Grand
12. Where Is The Love - David Guetta feat. Max 'C'
13. GRRRR - David Guetta
14. Cyan (Original Mix) - Arno Cost
15. The Answer (Dabruck a Klein Rmx Extended) - Joachim Garraud
16. Times Like This (Club Mix) - Albin Myers

## Fuck Me I'm Famous - Ibiza Mix 2010(2010)
1. Gettin' Over You Feat. Fergie & LMFAO (Extended) - David Guetta & Chris Willis
2. On The Dancefloor Feat. Apl. De Ap & will.i.am - David Guetta
3. Rock That Body - Black Eyed Peas
4. Flashback (David Guetta Remix) - Calvin Harris
5. Louder Than Words Feat. Nile Mason - David Guetta & Afrojack
6. I'm In A House Feat. Zuper Blahq(Sharam Remix) - Steve Aoki
7. Rave'n'Roll - Steve Angello
8. I'll Be There - Afrojack & Gregor Salto
9. Walk With Me (Axwell Vs Daddy's Groove Remix) - Prok & Fitch
10. 50 Degrees - David Guetta
11. The World Is Yours - Sidney Samson
12. Who's In The House (Chuckie Remix) - Chris Kaeser
13. Put Your Hands Up - Koen Groeneveld & Mark Knight
14. Hey Hey (Riva Starr Paradise Garage Remix) - Dennis Ferrer
15. Glow - Cirez D
16. Strobe - Deadmau5

## Fuck Me I'm Famous - Ibiza Mix 2011(2011)
1. "Where Them Girls At (Nicky Romero Remix)" - David Guetta featuring Flo Rida & Nicki Minaj
2. "Sweat (David Guetta & Afrojack Dub Mix)" - Snoop Dogg
3. "Rapture (Avicii New Generation Extended Mix) (FMIF Remix) " - Nadia Ali
4. "Beautiful People (Felix Cartal Club Mix)" - Chris Brown & Benny Benassi
5. "Turn Up The Volume (Original Mix)" - AutoErotique
6. "Pandemonium (Original Mix)" - David Guetta & Afrojack featuring Carmen
7. "Replica (Original Mix)" - Afrojack
8. "Little Bad Girl (Instrumental Club Mix)" - David Guetta
9. "Detroit Bounce (Original Mix)" - Chuckie
10. "Duel (Original Mix)" - Third Party
11. "The Moment (Steve Angello Edit)" - Tim Mason
12. "Bass Line (Original Mix)" - David Guetta
13. "Lise (Original Mix)" - Arno Cost
14. "Sinnerman (Original Mix)" - Sean Miller & Daniel Dubb
15. "Doin' Ya Thang (Original Mix)" - Oliver $

## Fuck Me I'm Famous - Ibiza Mix 2012(2012)
1. Turn Me On (feat. Nicki Minaj) (Michael Calfan Remix) - David Guetta
2. Can´t Stop Me (feat. Shermanology) - Afrojack
3. Wild One Two (feat. Sia & Nicky Romero) - David Guetta
4. Million Voices - Otto Knows
5. Silhouettes (Instrumental Edit) - Avicii
6. The Veldt (8 Minute Edit) - Deadmau5
7. Feel So Close (Radio Edit) - Calvin Harris
8. Metropolis (feat. Nicky Romero) - David Guetta
9. Get Low - Sidney Samson
10. Cascade - Tommy Trash
11. Greyhound (Radio Edit) - Swedish House Mafia
12. Quasar - Hard Rock Sofa
13. Bong - Deniz Koyu
14. WTF!? (feat. ZROQ) - Nicky Romero
15. I Can Only Imagine (feat. Chris Brown & Lil Wayne) (David Guetta & Daddy’s Groove Remix) - David Guetta

## Fuck Me I'm Famous - Ibiza Mix 2013(2013)
1. Play Hard (feat. Ne-Yo & Akon) (Albert Neve Remix) - David Guetta
2. Sweet Nothing (feat. Florence Welch) (Radio Edit) - Calvin Harris
3. I Could Be the One (Nicktim Radio Edit) - Avicii & Nicky Romero
4. Easy (Extended Edit) - Mat Zo & Porter Robinson
5. If I Lose Myself (feat. One Republic) - Alesso
6. Symphonica (Radio Edit) - Nicky Romero
7. Head Up - Arno Cost
8. Boom! (feat. Ivan Gough & Steve Bleas) - Steve Mink
9. Cannonball (feat. Justin Prime) - Showtek, případně Vertigo (feat. Cryogenix) od Daddy’s Groove
10. Ain´t a Party (feat. Harrison & Glowinthedark) - David Guetta
11. Rasputin (Radio Edit) - Hard Rock Sofa
12. Wakanda - Dimitri Vegas & Like Mike
13. Who (feat. Plastik Funk) - Tujamo
14. This Is What Is Feels Like (feat. Trevor Guthrie) (David Guetta Remix) - Armin van Buuren
15. Alive (David Guetta Remix) - Empire of the Sun
16. Dynamo (feat. Hardwell) - Laidback Luke